# 산격동
산격동(山格洞)은 대한민국 대구광역시 북구에 있는 법정동이다. 행정동으로는 산격1동·산격2동·산격3동·산격4동으로 나뉜다.

## 개요
- 산격1동
- 산격2동: 대구종합유통단지와 대구우편집중국이 있다.

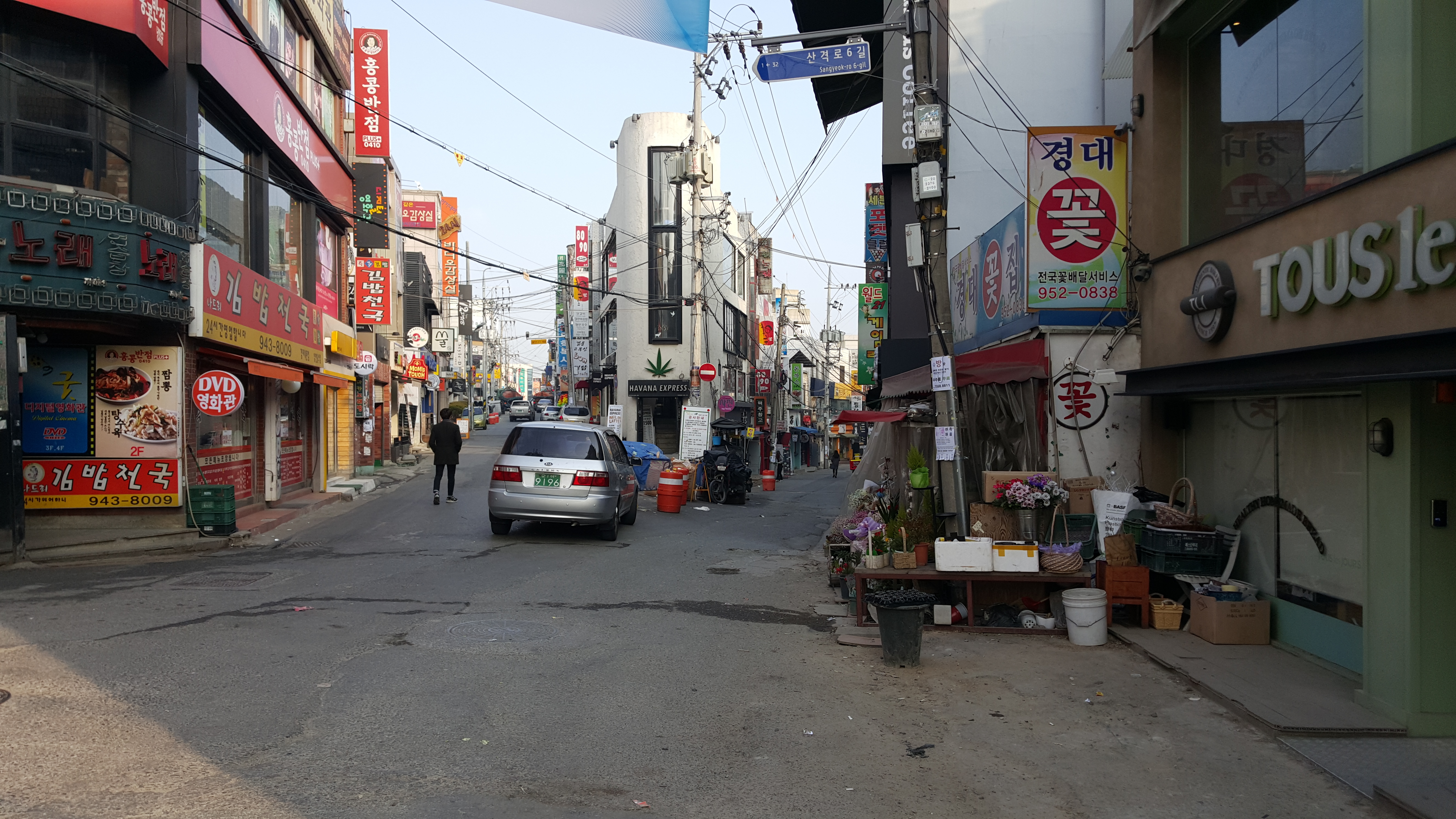
2016년 1월 경대북문 거리

- 산격3동: 산격3동에는 경북대학교가 있다. 경북대학교 북문 건너편으로 상권이 형성되어 있다. 주로 이 곳은 경대북문이라는 이름으로 불린다. 경대북문 거리에는 대학생을 대상으로 한 식당, 카페, 술집 등이 모여 있다. 경대북문 거리와 산격초등학교 사이의 거리에는 대학생을 대상으로 한 원룸이 대규모로 조성되어 있다.
- 산격4동 : 산격4동에는 대구광역시청 산격청사(구 경상북도청)가 있다. 경상북도청은 1966년 산격4동으로 이전했다가, 50년 후인 2016년 경상북도 안동시 풍천면 갈전리로 이전했다. 대구광역시청 산격청사 옆에는 대구실내체육관이 있다. 이 경기장은 1997년부터 2011년까지 KBL 대구 오리온스의 홈 구장이었고, 오리온스가 2011년에 경기도 고양시로 연고지를 옮긴 후 10년 동안 프로농구 경기가 열리지 않았으며, 인천 전자랜드 엘리펀츠 농구단을 한국가스공사가 인수하여 재창단함과 동시에 대구광역시로 연고지를 이전한 대구 한국가스공사 페가수스가 홈으로 들어오며 프로농구 경기가 다시 열리게 됐다.

## 연혁
1997년 10월 10일에 검단동 및 복현2동 일부 지역을 산격2동에 편입하여 동 경계를 조정했다.

## 교육

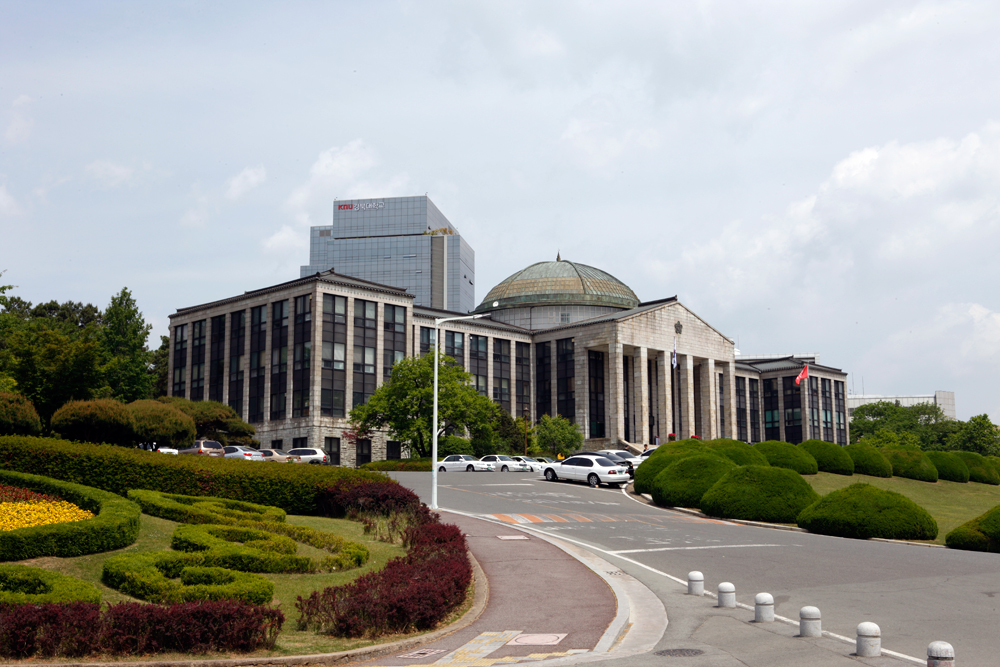
산격3동에 있는 경북대학교 본관

산격동에는 4개 초등학교와 1개 중학교가 있다. 산격3동에는 경북대학교가 있다.
2017년에 대동초등학교가 폐교했으며, 대동초등학교 자리에는 대구교육박물관이 생겼다.

### 산격1동
- 대구대산초등학교

### 산격2동
- 북대구초등학교
- 산격중학교

### 산격3동
- 산격초등학교
- 경북대학교